# Angel-Péres
Ne doit pas être confondu avec Angel Perez.
Angel-Péres, né le 4 novembre 1929 à Las Palmas de Gran Canaria (Espagne) et mort le 30 octobre 2019 à Roquecor (Tarn-et-Garonne), est un sculpteur français d'origine espagnole.

## Biographie
Il séjourne plusieurs mois à Madrid, puis part étudier les sculptures de Michel-Ange en Italie. Il s'installe ensuite à Paris, à l'image d'illustres expatriés comme Picasso et Dali, avec qui il travailla à l'hôtel Meurice. Il y fait son premier Salon d'automne, dont il devient vice-président,. Angel-Péres a trois enfants et cinq petits-fils, tous nés en France.

## Expositions
Une exposition lui est consacrée en 2001 au CMB du Relecq-Kerhuon.
Il expose aux éditions 2004, 2005 et 2007 des Rencontres d'Art Contemporain de Calvi, ainsi qu'au Salon International d'Automne de Sarria en 2007. Une rétrospective lui est consacrée au Museo de la Siderurgia y la Minería de Castilla y León (es) de décembre 2009 à avril 2010,.

## Œuvre

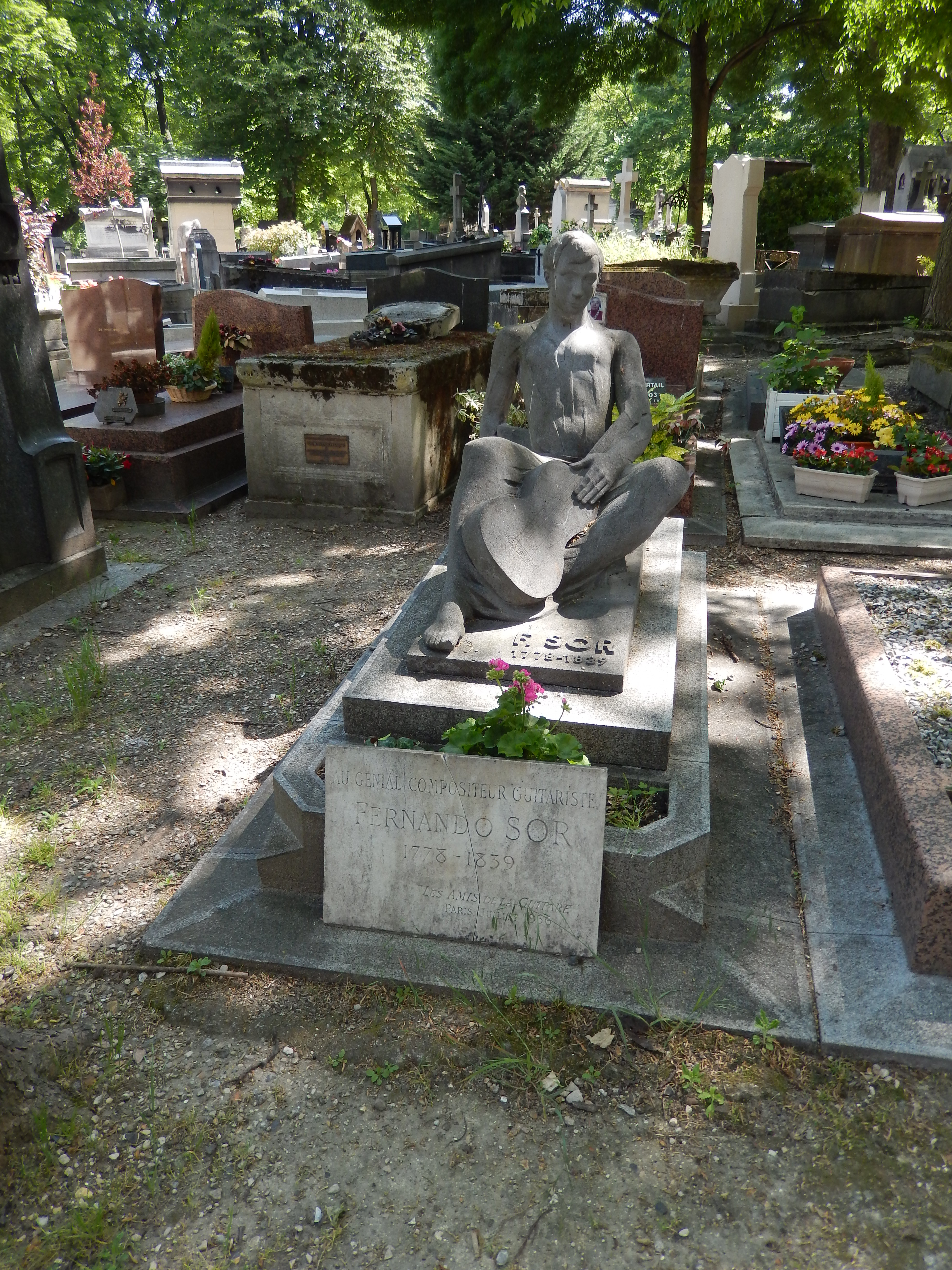
Tombe de Fernando Sor (1978)

En 1978, il réalise une statue à l'effigie du compositeur Fernando Sor sur la tombe de ce dernier, au cimetière Montmartre (côté Ouest, avenue Samson, division 24), à l'occasion du deux centième anniversaire de la naissance de Sor. 
La Brise est exposée à Sarrebourg (Moselle) dans le cadre du parcours "Sculptures de la ville" comportant une vingtaine d'œuvres.
Deux de ses œuvres sont exposées à Angers : La Rencontre, place Ney, et Le Ciel et la Terre, place des Justices, inaugurée le 23 décembre 1994.